# Jan Tadeusz Lubomirski
Jan Tadeusz Lubomirski herbu Szreniawa bez Krzyża (ur. 24 lub 28 października 1826 w
Stanisławowie koło Dubrowny, zm. 7 kwietnia 1908 w Warszawie) – książę, działacz społeczny, historyk, encyklopedysta, przewodniczący Komisji Kwalifikacyjnej (Wydziału Prawodawczego) Rządu Narodowego powstania styczniowego, członek Towarzystwa Rolniczego w Królestwie Polskim.

## Życiorys
Syn Eugeniusza Lubomirskiego. Po stracie rodziców z rozkazu cara Mikołaja I trafił do Korpusu Paziów, a następnie do Liceum Aleksandryjskiego (Царскосельский лицей) w Petersburgu. Po odbyciu służby wojskowej w Gwardii Konnej wyjechał do Francji i Anglii na dalsze studia. Po powrocie do Polski na stałe zamieszkał w Warszawie i poświęcił się działalności charytatywnej, zwłaszcza w kołach rzemieślniczych. W 1856 został naczelnikiem sekcji ochron Towarzystwa Dobroczynności, stał też na czele Towarzystwa Kredytowego Miejskiego.
W 1862 mianowany został członkiem Rady Wychowania. W czasie powstania styczniowego pracował w wydziale spraw zagranicznych Rządu Narodowego. W 1865 został wybrany prezesem Warszawskiego Towarzystwa Dobroczynności.
Z żoną Marią Zamoyską miał trzech synów (między innymi Zdzisława) i pięć córek (między innymi Helena Gawrońska, matka Jana Gawrońskiego). Był właścicielem majątku w Małej Wsi.

## Działalność publicystyczna
Był także encyklopedystą piszącym hasła do 28 tomowej Encyklopedii Powszechnej Orgelbranda z lat 1859–1868. Jego nazwisko wymienione jest w I tomie z 1859 roku na liście twórców zawartości tej encyklopedii . Był również inicjatorem oraz współwydawcą Encyklopedii Wychowawczej  oraz Encyklopedii rolnictwa i wiadomości związek z nim mających  .
Oddawał się również badaniom naukowym nad społeczno-gospodarczą historią Polski. Napisał: Rolnicza ludność w Polsce od w. XVI. do XVIII. (1857–1858), Trzy rozdziały z dziejów skarbowości 1507–1532 (1868), wydał Kodeks dyplomatyczny Księstwa Mazowieckiego (1863), Księgę Ziemi Czerskiej (1879) i in.

### Dzieła
- Jurysdykcja patrymonialna w Polsce, 1861;
- Rolnicza ludność w Polsce od XVI do XVIII wieku, 1862.

## Wywód przodków
| 4. Franciszek Ksawery Lubomirski |  |                         |  |  |                           |
|                                  |  | 2. Eugeniusz Lubomirski |  |  |                           |
| 5. Teofila Rzewuska              |  |                         |  |  |                           |
|                                  |  |                         |  |  | 1. Jan Tadeusz Lubomirski |
| 6. Tadeusz Czacki                |  |                         |  |  |                           |
|                                  |  | 3. Maria Czacka         |  |  |                           |
| 7. Barbara Dembińska             |  |                         |  |  |                           |
|                                  |  |                         |  |  |                           |